# 5409 Saale
5409 Saale (1962 SR) là một tiểu hành tinh vành đai chính được phát hiện ngày 30 tháng 9 năm 1962 bởi F. Borngen ở Tautenburg.